# Åtelkamera

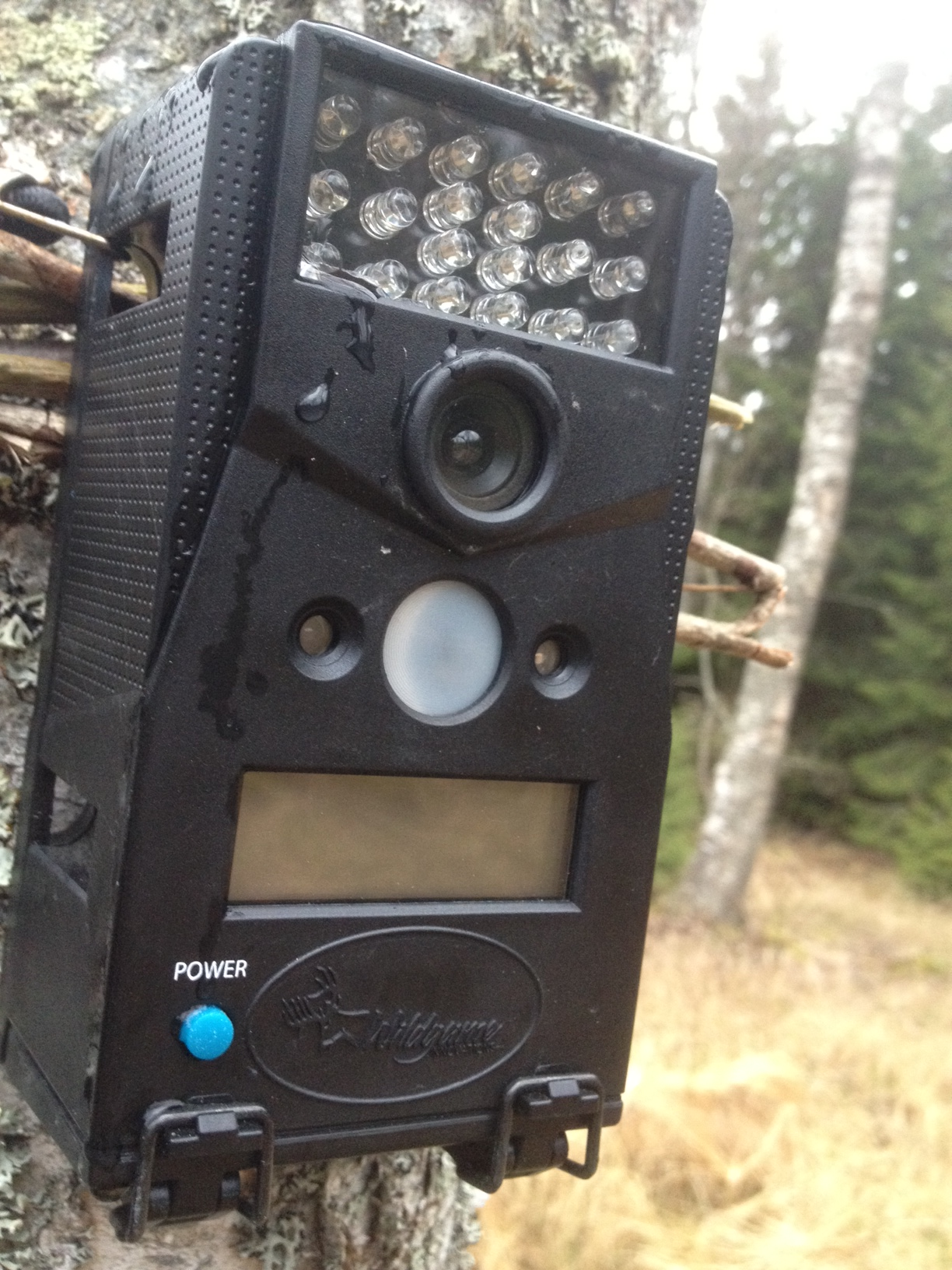
Åtelkamera uppsatt på ett träd

Åtelkamera är en stationär övervakningskamera som vanligtvis monteras upp i skogen vid en åtelplats för att fotografera vilda djur, t.ex. vildsvin och kartlägga deras rutiner. Kameran aktiveras av rörelsedetektorer. 
Åtelkameror kan antingen lagra bilder på ett minneskort eller sända bilder via mobiltelefonnätet för nedladdning av brukaren av kameran. De flesta kameror är utrustade med IR-fotoblixt för att kunna ta bilder i mörker.